# Coleophora delicatella
Coleophora delicatella is een vlinder uit de familie van de kokermotten (Coleophoridae). De wetenschappelijke naam van de soort is voor het eerst geldig gepubliceerd in 1967 door Toll & Amsel.